# Hòn Mê
Hòn Mê là quần đảo trong vịnh Bắc Bộ thuộc vùng đất tỉnh Thanh Hóa, Việt Nam. Về hành chính quần đảo hiện thuộc phường Hải Bình tỉnh Thanh Hóa.
Quần đảo Hòn Mê cách đất liền 11 km, gồm 17 đảo lớn nhỏ, diện tích tổng cộng 450 ha, riêng đảo Hòn Mê, còn gọi là Hòn Mê Lớn, có diện tích 420 ha.
Ngoài đảo chính là Hòn Mê, còn có các đảo: 
Hòn Bung, Hòn Cháy, Hòn Ruộc, hai đảo Hòn Diêm, Hòn Miệng, Hòn Buồm, ba đảo Hòn Sổ, Hòn Sập, Hòn Nếu trong, Hòn Nếu ngoài, Hòn Bò, Hòn Vàng, Hòn Sảnh, Hòn Đót.
1. Hòn Mê
2. Hòn Vàng 19°22′05″B 105°54′31″Đ / 19,367945°B 105,908585°Đ
3. Hòn Vát 19°22′00″B 105°54′42″Đ / 19,366542°B 105,911718°Đ
4. Hòn Bằng 19°21′26″B 105°52′25″Đ / 19,357333°B 105,873677°Đ
5. Hòn Hộp 19°21′10″B 105°52′40″Đ / 19,352874°B 105,877788°Đ
6. Hòn Đót 19°21′07″B 105°55′56″Đ / 19,3519°B 105,932286°Đ
7. Hòn Miêng 19°20′40″B 105°54′03″Đ / 19,344404°B 105,900903°Đ
8. Hòn Sô 19°20′05″B 105°53′23″Đ / 19,334854°B 105,889763°Đ
9. Hòn Sập 19°19′29″B 105°53′52″Đ / 19,324644°B 105,897855°Đ
10. Hòn Nếu 19°19′08″B 105°54′35″Đ / 19,318836°B 105,909651°Đ